# 佐藤千亜妃
佐藤 千亜妃（さとう ちあき、1988年9月20日 - ）は、日本のミュージシャン、元女優。きのこ帝国のボーカル、ギター。全ての楽曲で作詞作曲を担当している。

## 略歴
岩手県岩手郡玉山村（現：盛岡市）出身。ミュージシャンに憧れ、中学3年生のころから友人とユニット「まねきねこ」を組み、盛岡駅の地下通路で路上ライブをしたりライブハウスに出演するなどして活動をはじめた。2004年、高校1年生で上京し、この年の第29回ホリプロタレントスカウトキャラバンで応募4万2816人の中からグランプリを獲得。フジテレビの深夜ドラマ『青空恋星』で女優デビュー。
2007年9月、大学の同級生と共にロックバンド・きのこ帝国を結成。地道なライブ活動の末、2012年5月9日、UKプロジェクトより、きのこ帝国のメンバーとして、1枚目のミニ・アルバム『渦になる』を発売。2015年4月29日、『桜が咲く前に』でメジャーデビューを果たした。
並行してソロでも活動しており、2012年にはクガツハズカム名義でフジロック・フェスティバルのミニステージ「木道亭」に出演。2018年7月には、佐藤千亜妃名義でソロE.P「SickSickSickSick」を発売している。
2019年5月27日をもってきのこ帝国が活動休止した後もソロで音楽活動を続け、2019年11月にはファーストアルバム『PLANET』を発売。2021年4月期の連続ドラマ「レンアイ漫画家」の主題歌「カタワレ」を担当。
2022年4月6日よりテレビ朝日「バラバラ大作戦」枠で放送されている『イワクラと吉住の番組』のテーマソング「S.S.S」を担当。
2023年6月4日に陸前高田市で開催された第73回全国植樹祭のテーマソング「風に抱かれて」の制作を手掛ける。
2025年8月9日、第1子男児の出産を報告。不妊治療を経ての妊娠・出産であったことを明らかにしている。

## 人物
趣味は音楽、読書、絵画。特技は書道、スポーツ で、書道は2段の腕前。

## ディスコグラフィー
きのこ帝国としての作品については、きのこ帝国#ディスコグラフィー参照。

### シングル
|    | 発売日        | タイトル               | 備考                                                |
| -- | ------------- | ---------------------- | --------------------------------------------------- |
| 1  | 2019年4月4日  | Lovin'You              | カネボウ化粧品「ALLIE」WEBムービーオリジナルソング  |
| 2  | 2019年8月1日  | 大キライ               | 短編映画「CAST:」主題歌                             |
| 3  | 2019年10月9日 | キスをする             |                                                     |
| 4  | 2020年2月7日  | 転がるビー玉           | 映画『転がるビー玉』主題歌                          |
| 5  | 2021年3月3日  | 声                     |                                                     |
| 6  | 2021年4月8日  | カタワレ               | ドラマ『レンアイ漫画家』主題歌                      |
| 7  | 2022年8月3日  | S.S.S.                 | テレビ朝日「イワクラと吉住の番組」テーマソング      |
| 8  | 2022年12月9日 | 1DK                    |                                                     |
| 9  | 2023年1月25日 | TIME LEAP              |                                                     |
| 10 | 2023年4月3日  | 花曇り                 |                                                     |
| 11 | 2023年6月14日 | 線香花火 feat.幾田りら | 3rdアルバム『BUTTERFLY EFFECT』からの先行配信楽曲。 |
| 12 | 2024年7月19日 | またたび               | 映画『化け猫あんずちゃん』主題歌                    |

### アルバム
|   | 発売日         | タイトル         | 収録曲 |
| - | -------------- | ---------------- | --- |
| 1 | 2019年11月13日 | PLANET           | 1. STAR 2. FAKE/romance 3. 空から落ちる星のように 4. You Make Me Happy 5. 大キライ 6. lak 7. Summer Gate 8. Lovin’You 9. Spangle 10. 面 11. キスをする 12. PLANET |
| 2 | 2021年9月15日  | KOE              | 1. Who Am I 2. rainy rainy rainy blues 3. 声 4. カタワレ 5. 甘い煙 6. リナリア 7. 転がるビー玉 8. 棺 9. Love her... 10. 愛が通り過ぎて 11. ランドマーク 12. 橙ラプソディー |
| 3 | 2023年6月28日  | BUTTERFLY EFFECT | Disc 1（初回盤・通常盤共通） 1. ECLOSE 2. 線香花火 feat.幾田りら 3. 夜をループ 4. S.S.S. 5. タイムマシーン 6. 花曇り 7. 真夏の蝶番 8. PAPER MOON 9. 1DK 10. EYES WIDE SHUT 11. Cheers! Cheers! Disc 2（初回盤のみ） 1. S.S.S. (Demo) 2. NIGHT OWL -for Da-iCE- (Demo) 3. IN & OUT -for はる賀- (Demo) 4. PAPER MOON (Demo) 5. melt into YOU (Demo) 6. 1DK (Demo) 7. かたつむり -for 森七菜- (Demo) 8. 茜 (Demo) |

### E.P.
|   | 発売日        | タイトル         | 収録曲                                                                   |
| - | ------------- | ---------------- | ------------------------------------------------------------------------ |
| 1 | 2018年7月25日 | SickSickSickSick | 1. SickSickSickSick 2. Summer gate 3. Signal 4. Bedtime eyes 5. Prologue |

|   | 発売日        | タイトル   | 収録曲                                                                                |
| - | ------------- | ---------- | ------------------------------------------------------------------------------------- |
| 1 | 2022年8月17日 | NIGHT TAPE | 1. S.S.S. 2. 夜をループ 3. 真夏の蝶番 4. PAPER MOON 5. Summer Gate～edbl Remix～      |
| 2 | 2023年1月25日 | TIME LEAP  | 1. タイムマシーン 2. melt into YOU feat.a 子 3. CAN’ T DANCE 4. EYES WIDE SHUT 5. 1DK |

### 参加作品
- SCANDAL / 9thアルバム『Kiss from the darkness』（2020年2月12日発売）
6. NEON TOWN ESCAPE（編曲、サウンドプロデュース[26]）
- 古川本舗 - 配信シングル「yol」（2021年3月10日発売）[27]
- Ryohu - 配信シングル「Cry Now feat.佐藤千亜妃」（2022年6月8日発売）[28]
- 春野 - 配信シングル「Venus Flytrap feat. 佐藤千亜妃」（2023年2月15日発売）[29]
- 私立恵比寿中学 - 8thアルバム『indigo hour』（2024年2月28日発売）
  - 3. BLUE DIZZINESS（作詞、2023年12月11日にアルバムの先行配信曲としてリリース[30]。）
  - 4. TWINKLE WINK（作詞、2024年2月19日にアルバムの先行配信曲としてリリース[31]。）
  - 6. CRYSTAL DROP（作詞、2023年12月25日にアルバムの先行配信曲としてリリース[32]。）
- 結束バンド - 『We will』（2024年11月6日発売、同年9月6日先行配信）
  - 4. 夢を束ねて（作詞・作曲[33]）

### クガツハズカム名義

#### CD-R
- kugatsuhascome
  1. The SEA
  2. 夏の夜の街
  3. 夜が明けたら
  4. 足首
  5. すべて

- 2.27 Live @ Calendar Cafe - 2011年、ライブ音源[34]
  1. 畦道で
  2. ハンキーパンキー（作詞：ハナレグミ）
  3. ミュージシャン
  4. 夜が明けたら

#### 参加作品
- あらかじめ決められた恋人たちへ / キオク（CD） - 2014年09月10日発売
2. BY THIS RIVER feat.クガツハズカム
- minus(-) / D - 2014年10月22日発売
5. B612 (ver.0) Vocal: クガツハズカム

## 出演

### テレビドラマ
- ディビジョン1 ステージ11「青空恋星」（2005年3月、フジテレビ） - 佐野しおり 役
- 赤い運命（2005年10月、TBS） - 吉野いづみ 役
- 着信アリ（2005年10月 - 12月、テレビ朝日） - 松下さやか 役
- 父に奏でるメロディー（2005年11月30日、NHK） - 野波加奈 役
- マイ☆ボス マイ☆ヒーロー（2006年7月 - 9月、日本テレビ） - 奥本雪乃 役
- ほんとにあった怖い話 夏の特別編2006 6番の部屋（2006年8月22日、フジテレビ） - 田山由紀 役
- 女子アナ一直線!（2007年7月 - 9月、テレビ東京） - 楠本美希 役
- パズル（2008年4月 - 6月、テレビ朝日） - 高村みちる 役
- トリハダ5〜夜ふかしのあなたにゾクッとする話を 第4話「配達される不快な要因と結論」（2009年3月30日、フジテレビ）
- ダンディ・ダディ?〜恋愛小説家・伊崎龍之介〜 第4、5話ゲスト（2009年8月、テレビ朝日） - 石井由奈 役
- あり得ない! 第8話（2010年3月3日、毎日放送）
- ホタルノヒカリ2（2010年7月 - 9月、日本テレビ） - 椿春乃 役
- 幻夜 （2010年11月 - 2011年1月、WOWOW） - 飯塚千絵 役

### バラエティ
- イワクラと吉住の番組（2022年10月5日ゲスト[35]、テレビ朝日）

### ドキュメンタリー
- 金曜プレステージ 壊れた脳、生存する知（2007年1月、フジテレビ）
- シブヤノオト[36]（2021年4月、NHK）
- Love music[36]（2021年4月、フジテレビ）
- 関ジャム 完全燃SHOW（2022年4月10日[37]、2022年8月21日[38]、テレビ朝日）

### 映画
- 包帯クラブ（2007年9月） - 芦沢律希 役
- KING GAME（2010年8月） - 八王子 役
- 恋愛戯曲 〜私と恋におちてください。〜（2010年9月） - 加藤ミチコ 役
- CAST:（2019年7月） - CARA 役、音楽監督[39]

### ラジオ
- 佐藤千亜妃のオールナイトニッポン0(ZERO)（2022年11月26日、ニッポン放送）